# Biaro Baru
Biaro Baru is een bestuurslaag in het regentschap Musi Rawas van de provincie Zuid-Sumatra, Indonesië. Biaro Baru telt 1769 inwoners (volkstelling 2010).